# لويس كورتيس
لويس كورتيس هو مهندس معماري كندي، ولد في 1 يوليو 1865 في بيلفي في كندا، وتوفي في 24 يونيو 1924 في كانساس سيتي في الولايات المتحدة.